# Bräu im Moos
Der Bräu im Moos ist eine 1870 gegründete Privatbrauerei in Bräu im Moos, Markt Tüßling.
Die Brauerei im Landschaftsschutzgebiet Mörnbachtal wird in der vierten Generation von der Familie Münch geführt, Inhaber und Braumeister ist Eugen Münch. Neben der Brauerei werden ein Brauereigasthof und ein Brauereimuseum mit alten Gerätschaften, Fässern und Flaschen, Dokumenten sowie historischen Fotos betrieben. Die Brauerei stellt für den süddeutschen und österreichischen Markt Frucade-Limonaden her.

## Produkte
- Export Hell
- Lager Hell
- Export Dunkel
- Hopfen-Pils
- Hefe-Weizen
- Hefe-Weizen Dunkel
- Leichte Weiße
- Weihnachtsbier
- „Süffiger Russ“
- „Süffige Radler“
- Orangen-, Zitronen- und Sportlimonade
- Cola-Mix
- ACE-Fruchtsaftgetränk
- Apfelschorle
- Tafelwasser

## Sonstiges
Die Brauerei ist Mitglied im Brauring, einer Kooperationsgesellschaft privater Brauereien aus Deutschland, Österreich und der Schweiz.